# Maggy Breittmayer
Maggy Breittmayer, née le 2 septembre 1888 à Genève (Suisse) et morte le 6 mai 1961 dans cette même ville, est une violoniste soliste de carrière internationale, professeure au Conservatoire de Genève, membre fondatrice de l'Orchestre de la Suisse romande, et animatrice d'émissions radiophoniques sur le violon.

## Biographie
Maggy Breittmayer est la fille d’Olga Amélie Soltermann et d’Henri Jean Breittmayer, juge assesseur et conseiller d’État. Elle entame des études musicales au Conservatoire de musique de Genève où elle a pour professeur Henri Marteau.   
En 1909, elle se lance dans une carrière de soliste, malgré le fait que la profession soit fermée aux femmes. À l’occasion d’un concert symphonique à Lausanne, la presse rapporte qu'elle enflamme le public. En 1909 l’Association des musiciens suisses lui octroie une bourse, fait exceptionnel pour une femme. Maggy Breittmayer peut alors poursuivre ses études de violon à Berlin auprès de Carl Flesch, un violoniste, pédagogue et compositeur hongrois réputé. De retour à Genève, elle obtient sa virtuosité auprès d'Henri Marteau et devient professeure suppléante au Conservatoire en 1911.  
Elle mène une carrière de violoniste soliste à l'international dans le contexte de la Première Guerre mondiale. Elle se produit néanmoins à Paris pour la saison musicale de 1911-1912, en Hollande en 1913, puis à Berlin en 1914. Son jeu résolument moderne, se caractérise, selon les sources de l’époque, par sa sobriété ainsi que par sa recherche à la fois de la pureté sonore et du maintien d’un timbre chaleureux. Maggy Breittmayer interprète volontiers Marguerite Roesgen-Champion et Émile Jaques-Dalcroze, œuvres modernes qui l'éloignent d'un répertoire plus connu qui lui aurait assuré un succès public plus large. 
Maggy Breittmayer interrompt sa carrière de soliste en 1914, sans doute faute à la Première Guerre mondiale, mais aussi à cause de l'arrivée du gramophone qui change les conditions d'exécution des œuvres. Elle poursuit son métier de professeure au Conservatoire, et contribue à la création de l’Orchestre de la Suisse romande dont elle est membre fondatrice. Dans les années 1940, elle anime des émissions de radio sur le violon.
Interprète privilégiée d'Émile Jaques-Dalcroze, son travail reçoit un écho critique souvent très positif : « beaucoup de tempérament et un jeu de chaleureuse énergie. Large et étoffée est la sonorité, et sure et précise la technique » » en 1909, « violoniste de grand espoir » en 1910, elle était louangée en 1912 : 

« Dans la pénombre du temple à-demi éclairé, Mlle Maggy Breittmayer joue. Les ondes harmonieuses et pures de son violon remplissent la vaste enceinte et, portés sur les ailes de mélodies, les rêves flottent au-delà des réalités terrestres... car le violon de la jeune artiste chante et vibre comme une voix harmonieuse et divine. Mlle Breittmayer a la technique presque impeccable des virtuoses et fait sortir de son instrument des sons d'une ampleur admirable. Elle a donné trois morceaux classiques d'un caractère un peu analogue, au moins dans leurs grandes lignes. »

En 1922 encore, on dit : « Mlle Maggy Breittmayer […] présentait l'autre soir un programme de choix, qu'elle a interprété avec une excellente technique, un archet souple et expressif et un style d'une distinction irréprochable. […] Mlle Maggy Breittmayer en fut la très délicate interprète, chaleureusement applaudie, ainsi que l'auteur, qui était au piano. »
Maggy Breittmayer décède le 6 mai 1961 à Genève.

## Hommage et postérité
Le 25 septembre 2000, la ville de Berlin rend hommage à Maggy Breittmayer en donnant son nom à une rue du quartier de Steglitz, Maggy Breittmayer Pfad.
En 2019, l'association Escouade fait poser des plaques de rue temporaires à Genève en hommage aux femmes célèbres genevoises. La rue du Général-Dufour est renommée temporairement rue Maggy Breittmayer dans le cadre de l'initiative 100Elles. En 2020, la Ville de Genève entreprend de rebaptiser officiellement la rue.
Déposées à la bibliothèque du Conservatoire de Genève, les partitions de Maggy Breittmayer sont réputées pour être très annotées.

## Prix Maggy-Breittmayer
Un Prix Maggy-Breittmayer est décerné par la Haute école de musique de Genève aux étudiants qui ont le meilleur résultat en Master d’interprétation musicale violon, orientation soliste ou concert. Les récipiendaires sont : Jormann Hernandez (2006), Kawamata Aska (2015), Merry Mechling (2017), Vanessa de Luze (2020).